# Patasaari (ö i Södra Karelen, Villmanstrand, lat 61,20, long 28,35)
Patasaari är en ö i Finland. Den ligger i sjön Saimen och i kommunen Villmanstrand i den ekonomiska regionen  Villmanstrands ekonomiska region  och landskapet Södra Karelen, i den södra delen av landet, 220 km nordost om huvudstaden Helsingfors. Öns area är 2 hektar och dess största längd är 220 meter i sydöst-nordvästlig riktning.